# ساتي (سايتاما)
مدينة ساتي (بالإنجليزية: Satte) هي أحد المدن التابعة لمحافظة سايتاما. تأسست رسميًا في 01/10/1986. ويقدر عدد سكانها بـ 53485 نسمة حسب تقدير مكتب الإحصاء الياباني لعام 2012. تبلغ مساحة ساتي 33.95 كم2. بكثافة سكانية تبلغ 1575 نسمة/كم2.

## أعلام
- أكيهيرو ناكامورا